# دادگاه جنایات جنگی خاباروفسک
دادگاه‌های جنایات جنگی خاباروفسک جلسات استماع دوازده افسر ارتش کوانتونگ ژاپن و کادر پزشکی بود که متهم به ساخت و استفاده از جنگ‌افزار میکروبی در طول جنگ جهانی دوم بودند. محاکمهٔ مرتکبین این جنایات جنگی در روزهای ۲۵ تا ۳۱ دسامبر ۱۹۴۹ در شهر صنعتی خاباروفسک شوروی (Хабаровск)، بزرگ‌ترین شهر خاور دور روسیه برگزار شد.
هر دوازده متهم، مجرم شناخته شدند و به مجازات‌های حبس همراه با کار جزایی از دو تا بیست و پنج سال محکوم شدند. در سال ۱۹۵۶، مجرمینی که همچنان در حال گذراندن دوران محکومیت خود بودند، آزاد شده و به ژاپن بازگردانده شدند.

## زمینه‌ها
در طول محاکمه‌ها، متهمان، از جمله سرلشکر کیوشی کاواشیما، شهادت دادند که در اوایل سال ۱۹۴۱، حدود ۴۰ نفر از اعضای واحد ۷۳۱ کک‌های آلوده به طاعون را به چانگدی در چین پرتاب کرده و باعث همه‌گیری طاعون در آن منطقه شدند.
قضات، هر دوازده جنایتکار جنگی را مجرم شناخته و آن‌ها را به دو تا بیست و پنج سال زندان به همراه کار در اردوگاه‌های کار محکوم کردند. در سال ۱۹۵۶، مجرمینی که هنوز در حال گذراندن دوران محکومیت خود بودند، آزاد شده و به ژاپن بازگردانده شدند.

## جنجال‌های محاکمه
جینگ-بائو نی، کارشناس اخلاق زیستی، در مورد وضعیت قضایی کلی این پرونده گفت:
با وجود لحن ایدئولوژیک قوی و بسیاری از کاستی‌های آشکار، مانند عدم مشارکت بین‌المللی، این محاکمه‌ها بدون تردید ثابت کرد که ارتش ژاپن سلاح‌های باکتریایی تهیه و استفاده کرده‌است و محققان ژاپنی، آزمایش‌های بی‌رحمانه‌ای را بر روی انسان‌های زنده انجام داده‌اند. با این‌حال، محاکمه، همراه با شواهد ارائه‌شده به دادگاه و یافته‌های اصلی آن - که به‌طور قابل‌توجهی دقیق ارزیابی شده بودند - در غرب به‌عنوان "تبلیغات کمونیستی" رد شد و تا دههٔ ۱۹۸۰ در غرب کاملاً نادیده گرفته شد.
تاریخ‌نویس، شلدون هریس این محاکمه را در کتاب خود با عنوان "تاریخچهٔ واحد ۷۳۱" شرح داده‌است:
شواهد ارائه‌شده در جلسات استماع بر اساس هجده جلد بازجویی و موارد مستند جمع‌آوری‌شده در تحقیقات چهار سال گذشته بود. برخی از پرونده‌ها، شامل بیش از چهارصد صفحه از مستندات بود. . . . برخلاف محاکمه‌های نمایشی مسکو در دههٔ ۱۹۳۰، اعترافات ژاپنی‌ها در دادگاه خاباروفسک بر اساس واقعیت بود و نه خیالات متصدیان آن.
با این‌حال، انبوهی از اسناد محاکمه که نشان می‌داد محاکمه‌های خاباروفسک صرفاً محاکمه‌ای نمایشی نبود، باعث شد هریس مجازات نسبتاً سبکی که اعمال می‌شد را زیر سؤال ببرد. تمامی دوازده متهم، تا سال ۱۹۵۶، تنها هفت سال پس از برگزاری دادگاه، آزاد شده بودند. گئورگی پرمیاکوف، مترجم اصلی این دادگاه، ادعا کرد که ژوزف استالین، رهبر شوروی، ممکن است در ابتدا نگران بوده باشد که در صورت اعدام متهمان خاباروفسک، ژاپن نیز اسیران جنگی شوروی را اعدام کند. اما هریس همچنین این فرضیه را مطرح کرد که "شوروی با ژاپنی‌ها معامله‌ای مخفی انجام داده‌است":
حکومت شوروی و جانشینان آن‌ها هرگز گزارش بازجویی از ژاپنی‌ها شامل حدود ۱۸ پرونده را منتشر نکردند. این موضوع باعث می‌شود که باور کنم ژاپنی‌ها قراردادی را ترتیب دادند، که شوروی به آزادی محکومان، رضایت داد.
هریس همچنین به بحث‌های دیگری که در این محاکمه به‌راه افتاد، اشاره کرد که امپراتور هیروهیتو را با برنامهٔ جنگ بیولوژیک ژاپن مرتبط می‌کرد، و همچنین به ادعاهایی مبنی بر این‌که آزمایش‌های جنگ بیولوژیک ژاپن، روی اسیران جنگی متفقین نیز انجام شده بود.

## متهمان و احکام آن‌ها
- ۲۵ سال حبس:
  - ارتشبد اوتوزو یامادا، فرماندهٔ سابق ارتش کوانتونگ

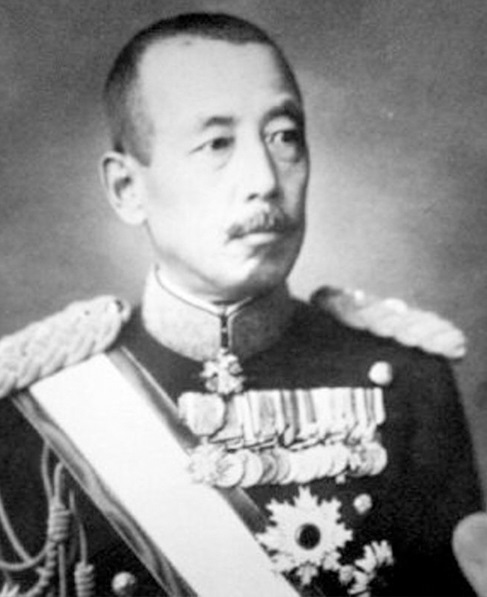
اوتوزو یامادا، فرماندهٔ سابق ارتش کوانتونگ

- - سپهبد کاجیتسوکا ریوجی، رئیس سابق ادارهٔ پزشکی
  - ژنرال تاکاهاشی تاکاتسو، رئیس سابق خدمات دامپزشکی
  - سرلشکر کاواشیما کیوشی، رئیس سابق واحد ۷۳۱
- ۲۰ سال حبس:
  - سرلشکر ساتو شونجی، رئیس سابق خدمات پزشکی، ارتش پنجم
  - سرهنگ دوم نیشی توشیهیده، رئیس سابق یک بخش از واحد ۷۳۱
- ۱۸ سال حبس:
  - سرگرد کاراساوا تومیو، رئیس سابق بخشی از واحد ۷۳۱
- ۱۵ سال حبس:
  - گروهبان میتومو کازوئو، عضو سابق واحد ۱۰۰
- ۱۲ سال حبس:
  - سرگرد اونوئه ماسائو، رئیس سابق شعبه‌ای از واحد ۷۳۱
- ۱۰ سال حبس:
  - ستوان هیرازاکورا زنساکو، محقق سابق واحد ۱۰۰
- ۳ سال حبس:
  - کوروشیما یوجی ، مسئول آزمایشگاه سابق شعبهٔ ۱۶۲ واحد ۷۳۱
- ۲ سال حبس:
  - سرجوخه کیکوچی نوریمیتسو، فرماندهٔ سابق پزشکی شعبهٔ ۶۴۳ واحد ۷۳۱